# 튀니지의 세계유산

튀니지의 세계유산은 유네스코 세계유산에 등재되어 있는 튀니지의 세계유산을 일컫는다. 튀니지는 7건의 문화유산과 1건의 자연유산을 보유하고 있다.

## 목록

### 문화유산
| No. | 사진 | 등록명                                       | 소재지          | 등록년도 | 등록기준               | 유네스코 지정번호 | 비고 |
| 1   |      | 튀니스의 메디나                              | 튀니스주 튀니스 | 1979년   | (ⅱ), (ⅲ), (ⅴ)          | 36                |      |
| 2   |      | 카르타고 고고 유적                           | 튀니스주        | 1979년   | (ⅱ), (ⅲ), (ⅵ)          | 37                |      |
| 3   |      | 엘젬의 원형경기장                            | 마디아주        | 1979년   | (ⅳ), (ⅵ)               | 38                |      |
| 4   |      | 케르쿠안의 카르타고 옛 시가지와 네크로폴리스 | 나뵐주          | 1985년   | (ⅲ)                    | 332               |      |
| 5   |      | 수스의 메디나                                | 수스주          | 1988년   | (ⅲ), (ⅳ), (ⅴ)          | 498               |      |
| 6   |      | 카이르완                                     | 카이르완주      | 1988년   | (ⅰ), (ⅱ), (ⅲ) (ⅴ), (ⅵ) | 499               |      |
| 7   |      | 두가 (투가)                                  | 베자주          | 1997년   | (ⅱ), (ⅲ)               | 794               |      |

### 자연유산
| No. | 사진 | 등록명            | 소재지     | 등록년도 | 등록기준 | 유네스코 지정번호 | 비고 |
| 1   |      | 이츠케울 국립공원 | 비제르테주 | 1980년   | (ⅹ)      | 8                 |      |